# Sroka żółtodzioba
Sroka żółtodzioba (Pica nutalli) – gatunek ptaka z rodziny krukowatych (Corvidae). Występuje endemicznie w Kalifornii, na zachód od gór Sierra Nevada. Narażony na wyginięcie.

## Taksonomia
Po raz pierwszy gatunek opisał John James Audubon w 1837. Holotyp został przedstawiony na tablicy barwnej oznaczonej numerem 362. Autor nadał nowemu gatunkowi nazwę Corvus nuttalli. Obecnie (2021) Międzynarodowy Komitet Ornitologiczny umieszcza srokę żółtodziobą w rodzaju Pica. Uznaje ją za odrębny, monotypowy gatunek, podobnie jak autorzy Handbook of the Birds of the World (HBW), Clements Checklist of Birds of the World (2019) i lista ptaków świata opracowywana przy współpracy BirdLife International z autorami HBW (5. wersja online: grudzień 2020).

### Filogeneza
Najwcześniejsze wyniki badań umieszczały sroki z zachodniej Nearktyki wewnątrz sroki zwyczajnej (Pica pica). Nowsze wskazują, że sroka żółtodzioba i czarnodzioba (P. hudsonia) to gatunki siostrzane, które same stanowią grupę siostrzaną wobec P. pica. Wyniki uzyskane przez Jetz et al. (2012) i Marki et al. (2015) wskazują, inaczej niż u Jønsson et al. (2016), że cały rodzaj Pica stanowi grupę siostrzaną wobec abisyniaka (Zavattariornis stresemanni). Song et al. (2018) analizowali jedynie sekwencje srok, ze szczególnym uwzględnieniem różnych części zasięgu. Podział sroki zwyczajnej na kilka gatunków, jak to zostało zaproponowane przez del Hoyo et al. (2016), jest dyskusyjny. Z założeniem, że zostanie ona potraktowana jako jeden gatunek, pozycja sroki żółtodziobej na drzewie filogenetycznym rodzaju przedstawia się następująco:
|  | \| \| Pica nutalli \| \| \| \| \| \| Pica hudsonia \| \| \| \| |
|  |                                                                |
|  | Pica pica                                                      |
|  |                                                                |
|  | Pica nutalli                                                   |
|  |                                                                |
|  | Pica hudsonia                                                  |
|  |                                                                |

|  | Pica nutalli  |
|  |               |
|  | Pica hudsonia |
|  |               |

|  | \| \| Pica nutalli \| \| \| \| \| \| Pica hudsonia \| \| \| \| |
|  |                                                                |
|  | Pica pica                                                      |
|  |                                                                |
|  | Pica nutalli                                                   |
|  |                                                                |
|  | Pica hudsonia                                                  |
|  |                                                                |

|  | Pica nutalli  |
|  |               |
|  | Pica hudsonia |
|  |               |

Moment oddzielenia się linii rozwojowej P. hudsonia+P. nutalli oraz rozdzielenia się tych dwóch gatunków był podawany różnie – 2,9 i 0,289 mln lat temu, 2,86 i 0,311 mln lat temu oraz 3,00 i 0,412 mln lat temu. Według Song et al. (2018) jest on znacznie późniejszy, odpowiednio 1,46 i 0,04 mln lat temu. Traktują oni te dwa taksony jako gatunki siostrzane, lecz uznają, że równie dobrze można je połączyć w jeden gatunek.

## Morfologia

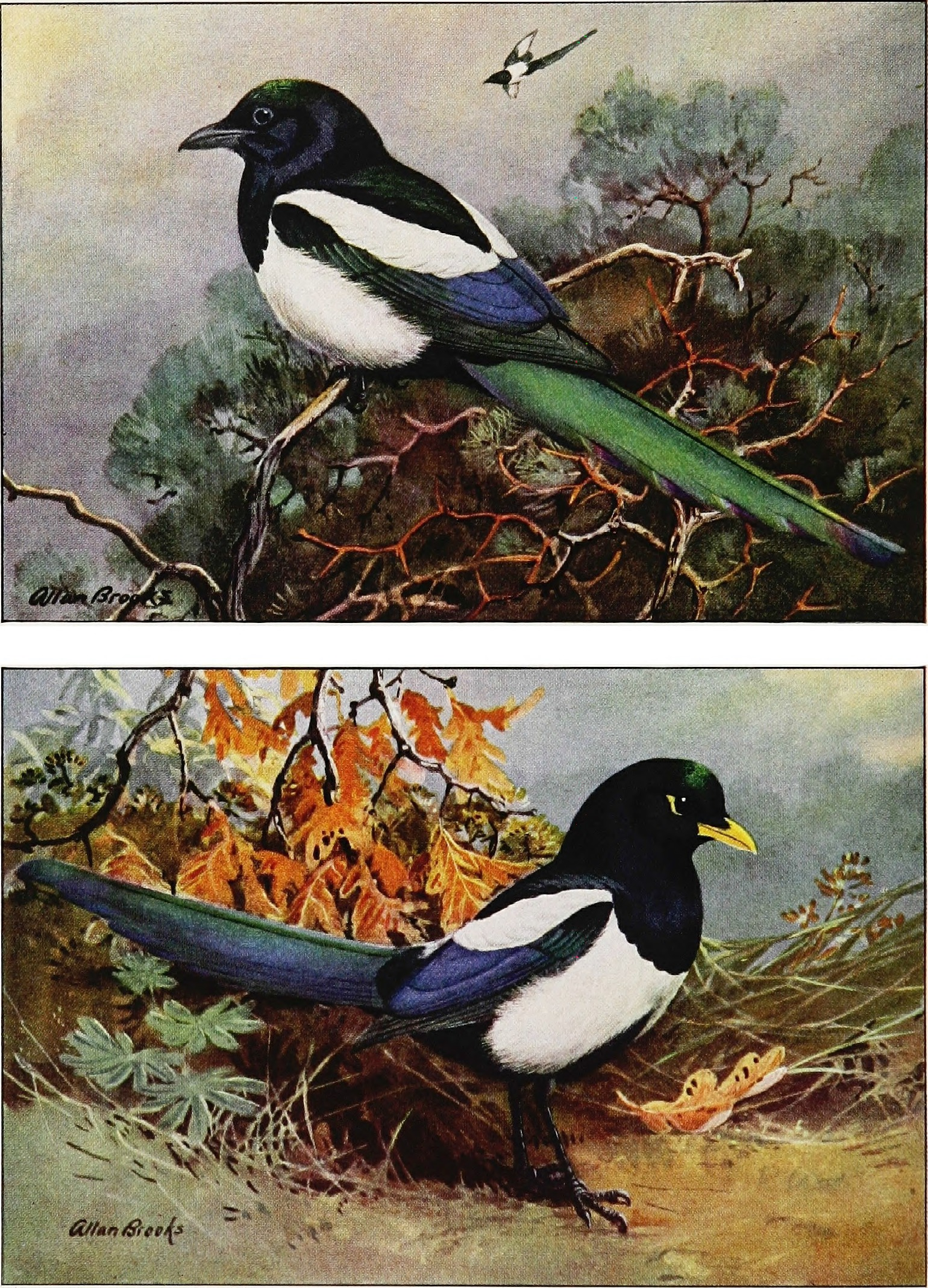
Ilustracja z „National Geographic”, 1920. Na dole sroka żółtodzioba, na górze – sroka czarnodzioba (Pica hudsonia)

Długość ciała wynosi 43–54 cm, masa ciała samców – 151–189 g, samic – 126–158 g. Sroki żółtodziobe są przeciętnych rozmiarów krukowatymi o czarno-białym upierzeniu. Większość z czarnych obszarów cechuje się intensywnym niebieskim połyskiem. W upierzeniu nie występuje dymorfizm płciowy, jednak samce są znacznie większe od samic (o około 10–17%).
Obszar od głowy do górnej części piersi czarny, podobnie jak wierzch ciała. Na głowie obecny słaby zielony połysk. Barkówki białe. Wierzch skrzydła i ogon czarne z rzucającą się w oczy niebiesko-zieloną opalizacją. Wewnętrzne chorągiewki lotek I rzędu białe z czarnymi końcówkami. Obszar od dolnej części piersi po górną część brzucha i boki tułowia biały. Pokrywy podogonowe czarne. Tęczówka ciemnobrązowa. Nad i pod okiem znajduje się naga żółta skóra, niekiedy całkowicie otaczająca oko. Dziób żółty. Nogi czarne.
Osobniki młodociane cechuje bardziej matowe upierzenie, którego czarne elementy są bardziej brązowe. Ponadto upierzenie jest mniej zwarte i wykazuje mniejszy połysk. Wnętrze dzioba staje się całkiem czarne przed ukończeniem 2 lat życia.
Główną różnicą między sroką czarnodziobą a żółtodziobą jest znacząco mniejszy rozmiar ciała tej drugiej, proporcjonalnie dłuższe skrzydła i żółty dziób.

## Zasięg występowania
Sroki żółtodziobe są endemitem Kalifornii. Występują na jej obszarze na zachód od gór Sierra Nevada – w dolinach rzek Sacramento i San Joaquin oraz w dolinach południowej części kalifornijskiego odcinka Gór Nadbrzeżnych. Według szacunków BirdLife International obszar ten zajmuje blisko 105 tysięcy km².

## Ekologia i zachowanie
Środowiskiem życia srok żółtodziobych są suche lasy dębowe zwane sawannami dębowymi (oak savanna), gdzie drzewa porozrzucane są między rozległymi połaciami terenów trawiastych oraz pastwisk. Żerują również na polach uprawnych i w sadach. Zajmowane siedliska muszą być zasobne w wodę i owady. Sroki żółtodziobe tolerują znacznie wyższe temperatury niż sroki czarnodziobe. Miejscami ich liczebność wzrasta na obszarach podmiejskich, szczególnie w dolinie Sacramento.

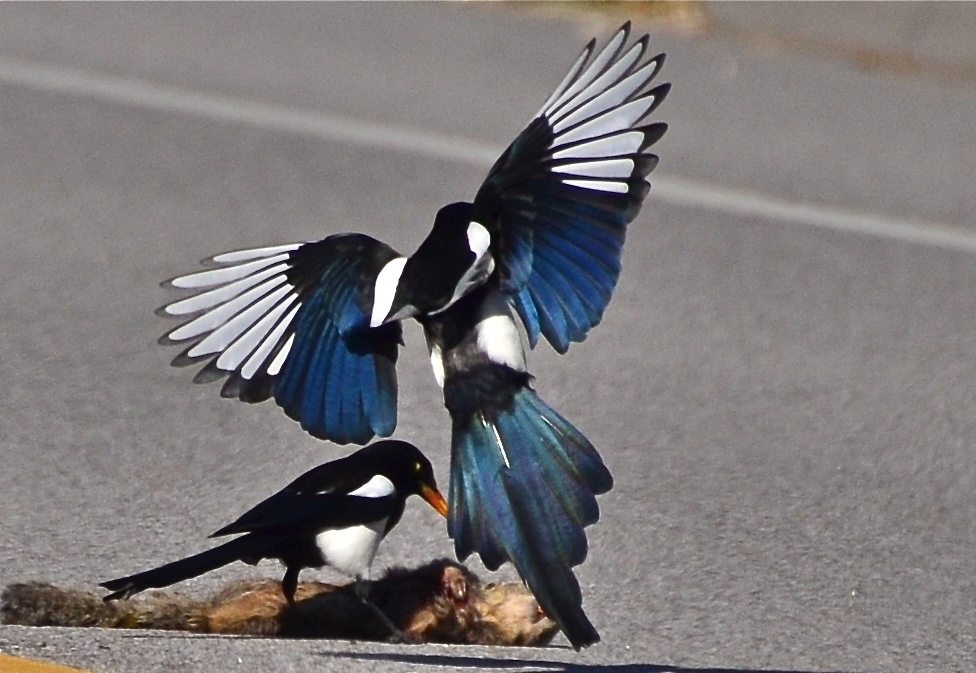
Sroki żółtodziobe są wszystkożerne, zjadają między innymi padlinę – szczególnie truchła potrąconych zwierząt przy drogach

Sroki żółtodziobe są wszystkożerne. W skład ich pożywienia wchodzą owady – prostoskrzydłe (Orthoptera), motyle (Lepidoptera), błonkówki (Hymenoptera), chrząszcze (Coleoptera), pluskwiaki (Hemiptera) i muchówki (Diptera), ssaki – myszowate (Muridae) i chomikowate (Cricetidae), ptasie jaja i pisklęta, prawdopodobnie również i gady. Chętnie zjadają padlinę, zwłaszcza truchła leżące przy drogach. W skład diety srok żółtodziobych wchodzą również zboża, owoce i orzechy. Ukrywają żołędzie w podłożu i w drzewach.
Sroki żółtodziobe żerują w stadach, często dołączają do nich ptaki innych gatunków. W porównaniu do sroki zwyczajnej i czarnodziobej są bardziej stadne i gniazdują raczej w luźnych koloniach ze wspólnymi żerowiskami, a nie na oddzielnych terytoriach. Różnice są widoczne również w biologii rozrodu.

### Lęgi
Sroki żółtodziobe są monogamiczne, prawdopodobnie łączą się w pary na całe życie. Gniazda budują od końca grudnia do marca. Okres składania jaj trwa od połowy marca do początku maja. Gniazdujące pary tworzą luźne kolonie, w każdej jest ich od 3 do 30, a gniazda przeciętnie umieszczone są 38 m od siebie. Taka strategia może skutkować częstszymi niż u srok zwyczajnych kopulacjami poza swoją parą. Sroki żółtodziobe bronią niewielkiego (0,6–1,9 ha) obszaru wokół gniazda. Lęgi srok żółtodziobych zostały lepiej poznane dzięki długoterminowym badaniom nad zachowaniami społecznymi w Hastings Natural History Reservation w Monterey prowadzonym w latach 1981-1988 (w dalszej części tekstu odniesienia do nich są skrócone do Hastings). Długość okresu lęgowego była krótsza niż u reszty srok. Mediana terminu złożenia pierwszego jaja przypadła na 5 kwietnia. Im wcześniejsze przystępowanie do lęgu, tym wyższy jest sukces lęgowy. Związane jest to z dostępnością pożywienia, nie stwierdzono korelacji z temperaturą czy opadami w danym sezonie.
W budowie gniazda uczestniczą obydwa ptaki z pary, przy czym głównie samica odpowiada za formowanie jego kształtu i wyściełanie. Budowa może zająć do dwóch miesięcy. Gniazdo ma kształt podobny do kulistego, jest dość duże – liczy do 0,9 m średnicy. Wyściółkę stanowi sierść, trawy, fragmenty kory lub drobne korzenie. Zazwyczaj gniazdo zostaje umieszczone na dużym drzewie (zwykle dębie), dosyć wysoko (średnio 14,2 m nad podłożem), przeważnie na końcu długiego konaru i w jemiole. Czasami wykorzystywane jest stare gniazdo po odnowieniu.
W zniesieniu znajduje się od 4 do 9 jaj, zazwyczaj 6 lub 7. Inkubacja trwa 16–18 dni. Wysiaduje jedynie samica, rozpoczyna jeszcze zanim zniesienie jest kompletne. Klucie często jest asynchroniczne. Pisklętami w gnieździe opiekuje się samica, w karmieniu uczestniczy również samiec. Młode otrzymują pokarm od rodziców jeszcze do 16 dni po opierzeniu. Mogą łączyć się w „żłobki” z innymi młodymi z tej samej kolonii, lecz szybko tworzą się większe stada z osobnikami z kilku kolonii. Większość par z sukcesem lęgowym odchowuje jedynie 2 lub 3 młode. Główną przyczyną śmiertelności piskląt jest głód. Do obniżenia sukcesu lęgowego przyczynia się asynchroniczne klucie. W rezerwacie w Hastings średnia wielkość zniesienia wyniosła 5,7±1,3 jaja. Sukces klucia wynosił 87,2%. Opierzenia dożyło 70,5% piskląt. 61,5% par odchowała co najmniej jednego podlota. Średni sukces lęgowy wyniósł 1,63±1,6 podlota na gniazdo, a biorąc pod uwagę tylko gniazda z sukcesem – 2,67±1,2 podlota na gniazdo. Za 81% strat odpowiadało drapieżnictwo.

## Status i zagrożenia
IUCN uznaje srokę żółtodziobą za gatunek narażony na wyginięcie (VU, Vulnerable) od 2018 roku (stan w 2021). Wcześniej w 2014 i 2016 otrzymała status gatunku bliskiego zagrożenia wyginięciem (NT, Near Threatened), a w latach 1988–2012 włącznie – gatunku najmniejszej troski (Least Concern). BirdLife International uznaje obecny (stan w 2021) trend liczebności populacji za prawdopodobnie stabilny. Nie zachodzi już drastyczny spadek liczebności, jaki obserwowano w pierwszej dekadzie XXI wieku.
Wirus Zachodniego Nilu pojawił się w Kalifornii latem 2003. Rozprzestrzenił się między innymi wśród srok żółtodziobych, spowodował znaczne straty – w 2003 szacowano liczebność populacji na 180 tysięcy osobników, do 2006 roku mogła się ona zmniejszyć o 42–49%. Od około 2008 populacja srok żółtodziobych odbudowuje się, jednak porównując parametry ją opisujące z przełomu lat 2010/2011 do danych zbieranych systematycznie od lat 50. XX wieku uznać można, że nadal jest mała.